# Adenulf z Farfa
Adenulf (zm. 1144, Moguncja) – włoski benedyktyn. Opat klasztoru w Farfa w diecezji Sabina od lutego 1125 roku. Po podwójnej elekcji papieskiej w 1130 roku opowiedział się po stronie papieża Innocentego II, ponieważ jednak kontrolę nad Rzymem i okolicami uzyskał antypapież Anaklet II musiał udać się na wygnanie do Francji. Tam Innocenty II mianował go kardynałem diakonem Santa Maria in Cosmedin. Podpisywał bulle papieskie między 20 grudnia 1132 a 28 października 1143. W 1137 powrócił do opactwa Farfa. Papież Celestyn II pod koniec 1143 roku mianował go swoim legatem w Niemczech. Zmarł w trakcie tej legacji.